# Norra Rödskär (syd Kökar, Åland)
Norra Rödskär är en ö i Åland (Finland). De ligger i Skärgårdshavet och i kommunen Kökar i landskapet Åland, i den sydvästra delen av landet. Öarna ligger omkring 68 kilometer öster om Mariehamn och omkring 220 kilometer väster om Helsingfors.
Arean för den av öarna koordinaterna pekar på är 7,3 hektar och dess största längd är 0,5 kilometer i sydväst-nordöstlig riktning. Ön höjer sig omkring 10 meter över havsytan.